# Карьера
Карье́ра (итал. carriera — бег, жизненный путь, поприще, от лат. carrus — телега, повозка):
- успешное продвижение в области служебной, социальной, научной и другой деятельности;
- продвижение по «служебной лестнице».

## Определения
Малый энциклопедический словарь 1907 года даёт такое определение карьере:
«Карьера (слова французского происхождения) — быстрый успех на службе и другом поприще». В современном словаре можно найти такие толкования:
«Карьера»:
- продвижение в какой-либо сфере деятельности;
- достижение популярности, славы, выгоды;
- обозначение рода занятий, профессии (например, карьера учителя).

Сейчас вместо слова «Карьера» часто используется словосочетание «Социальный лифт».
В теории управления персоналом карьера — это результат осознанной позиции и поведения человека в области трудовой деятельности, связанный с должностным или профессиональным ростом.
Карьера — цепь событий, которая составляет жизнь, последовательность профессиональных занятий и других жизненных ролей, которые вместе выражают приверженность человека действовать в соответствии с его обобщенной моделью саморазвития.
Карьеру — траекторию своего движения — человек строит сам, сообразуясь с особенностями внутри- и внеорганизационной реальности и, главное, — со своими собственными целями, желаниями и установками.
Анализ рассмотренных определений карьеры позволяет сделать такие обобщения:
- Карьера тесно связана как с индивидуальной, так и с социальной основой человека;
- Карьера связана с деятельностью людей;
- Карьера связана с социальной мобильностью человека;
- В любой иерархии (производственной, социальной, административной и так далее) присутствует карьера;
- Карьеру охватывает достижение успеха в широком диапазоне сфер деятельности: служебной, научной, общественной и других;
- Важным видится понимание карьеры как процесса, и результата этого процесса;
- Во всех определениях слова присутствует понятие успеха: «успешное продвижение», «путь к успеху» [2][уточнить ссылку].

Карьеризм — беспринципная (по мнению некоторых) погоня за личным успехом в любых видах деятельности.
Венгерский психолог, психиатр и психоаналитик Л.Сонди, основываясь на результатах своих исследований, писал, что одержимое желание сделать карьеру может быть следствием попытки забыть психотравму. Такой человек уходит от решения личных проблем, сосредотачиваясь на профессиональной деятельности с целью карьерного роста. Полученная психотравма изменяет моральные и этические принципы индивида. При достижении желаемой цели у такого человека может наступить незавершенная травматическая депрессия.
Личный карьерный план — персональный «навигатор» строящего свою карьеру человека, описывающий цели (долго-, средне-, краткосрочные) и пути достижения, опирающиеся на личную миссию, ценности и желаемый образ жизни (см. пример в разделе ссылки).
Существует взгляд на карьерный рост как на достижение человеческой или профессиональной некомпетентности, называемый принципом Питера.

## Классификация
Выделяют несколько принципиальных траекторий движения человека в рамках профессии или организации, которые соответствуют разным типам карьеры:
- Профессиональная карьера — рост знаний, умений, навыков. Профессиональная карьера может идти по линии специализации (углубление в одной, выбранной в начале профессионального пути, линии движения) или транспрофессионализации (овладение другими областями человеческого опыта, связанное, скорее, с расширением инструментария и областей деятельности).
- Внутриорганизационная карьера — связана с траекторией движения человека в организации. Она может идти по линии:
  - вертикальной карьеры — должностной рост;
  - горизонтальной карьеры — продвижение внутри организации, например, работы в разных подразделениях одного уровня иерархии;
  - центростремительной карьеры — продвижение к ядру организации, центру управления, всё более глубокое включение в процессы принятия решений.
  - антикарьеры — сознательное движение в сторону нижестоящих должностей, как правило, связанное с желанием уменьшения груза ответственности.

## История
Древняя карьера (генезис карьеры) — появление прибавочного продукта, зарождение карьеры. Завершился с началом разделения физического и умственного труда.
Средневековая карьера — социальное неравенство, карьера доступна только привилегированным. Господство религии объясняло и закрепляло это социальное неравенство.
Буржуазная карьера (XVII — XVIII века) — расширение общественного разделения труда. Появление наёмных менеджеров, отделённых от собственности.
«Бюрократическая» карьера — формальное разделение на управленческую, производственную и финансовую карьеры. Тотальная бюрократизация управленческого аппарата. Административные работники фактически захватили господствующие высоты в общественной жизни и превратились в самостоятельную социальную группу.
«Массовая» карьера — создание социального общества. Все равны перед законом. У всех появляются равные возможности для развития карьеры. Идея карьеры охватывает всё более широкие слои общества.
Из приведенных выше периодов можно сделать вывод, что карьера развивалась в соответствии с изменениями внешних условий. В развитии понятия карьеры чётко прослеживаются такие исторические тенденции:
- Переход от наследственного статуса к приобретаемому;
- Охват понятием карьера все более широкой сферы деятельности человека;
- Гуманизация общественных отношений и трансформация понятия карьеры в соответствии с этой тенденцией;
- Расширение возможностей в сфере «карьерных потребностей».

В советской практике карьера понималась только как продвижение по служебной лестнице и должностной рост. Современное широкое понимание карьеры, включающее в себя последовательность этапов профессионального развития и постоянное повышение потенциала, тогда не было актуальным.